# Lago Kasumigaura

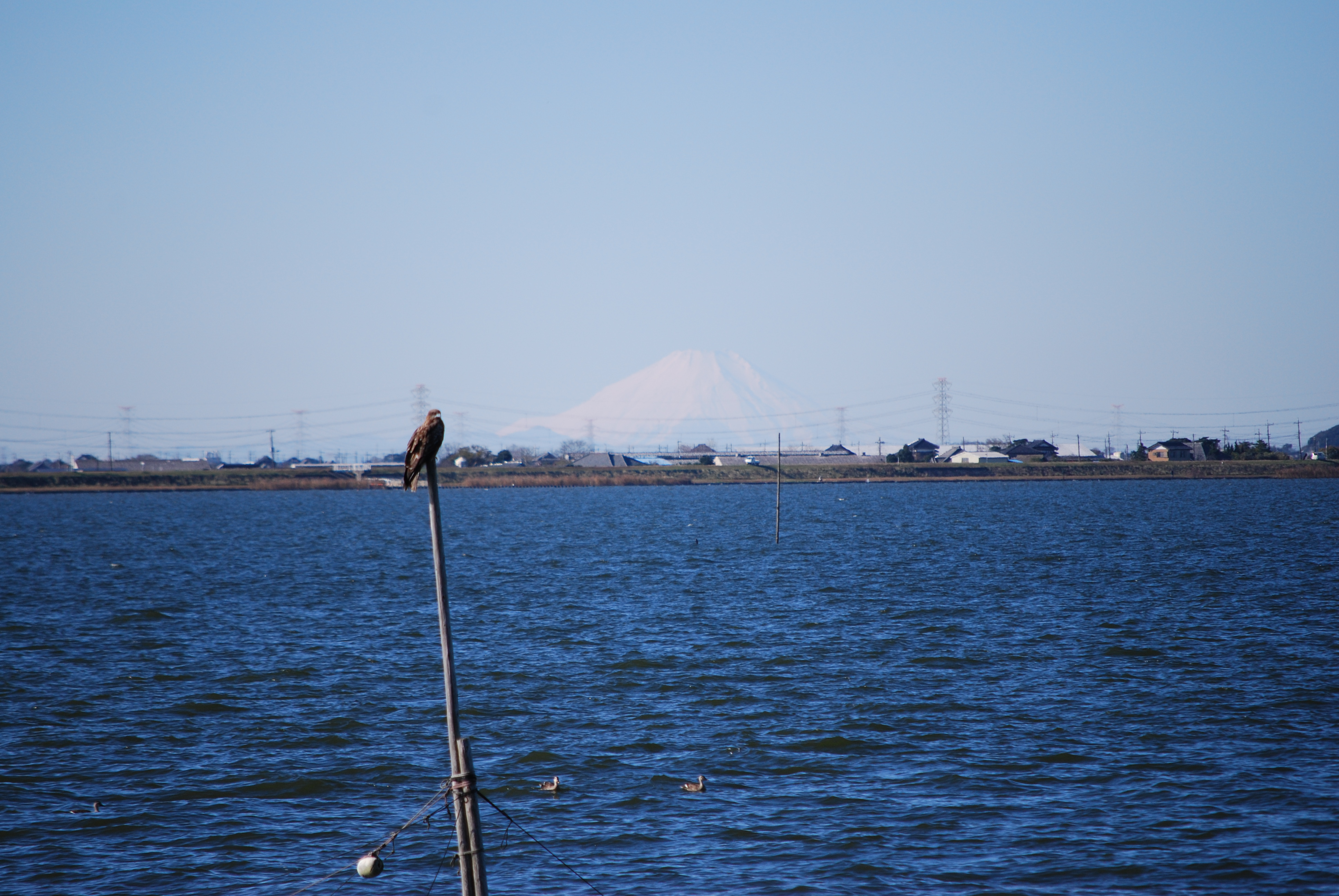
Lago Kasumigaura visto da cidade de Namegata.

O Lago Kasumigaura (霞ヶ浦, Kasumigaura) é o segundo maior lago do Japão, localizado a 60 km a nordeste de Tóquio. Lago Kasumigaura é atualmente o nome dado a um grupo de lagos contínuos, que incluem o lago principal, Nishiura (西浦, Nishiura, literalmente "baía oeste") e dois lagos menores, Kitaura (北浦, Kitaura, literalmente "baía norte") e Sotonasakaura (外浪逆浦, Sotonasakaura), e também abrange rios, conectando-os. Cerca de 45% da área que cerca o lago é de paisagem natural e 43,5% são de terras agricultáveis.

## História
Os lagos de Kasumigaura formavam uma profunda baía marinha, mas foram então desligados do Oceano Pacífico através do assoreamento de rios adjacentes e do progresso da subsidência tectônica desde o início do período terciário. O lago era famoso por sua pesca tradicional durante o Período Edo, mas hoje a produção pesqueira caiu drasticamente devido a deterioração da qualidade da água, que foi parcialmente causada pelo fechamento da comporta marítima, em 1963, para fins de dessalinização.

## Uso
Hoje o Lago Kasumigaura é usado para pesca, irrigação, turismo, lazer e para consumo pelo público que o cerca e pela indústria local.
Uma variedade de peixes podem ser pegos das águas do Lago Kasumigaura, incluindo esperlanos, icefishes japoneses, pimpões, cabozes, enguias japonesas e camarões-d'água-doce. A pesca mais popular é a da carpa cultivada, seguida do esperlano e do caboz. Outro tesouro cultivado no Lago Kasumigaura é a bela pérola Kasumi de água doce. Elas eram conhecidas por seu alto brilho e tons rosados, que são um resultado de quatro anos de cultivo. No entanto, em 2006, o cultivo foi interrompido, já que pérolas de água doce baratas chinesas provaram ser muito difíceis de se competir contra.
A água do Lago Kasumigaura tem sido usada há muito tempo para a irrigação de arrozais na planície aluvial das cercanias e campos nos planaltos em terraços diluviais cobertos por espessos depósitos de poeira vulcânica. As principais culturas são arroz e raiz de lótus (uma especialidade local). Outros cultivos incluem tomate, pepino, berinjela, melancia, milho, edamame, batata doce, kabocha, nabo e amendoim.
Muitos turistas vêm ao lago no verão para ver os hobikisen (帆引き船, Hobikisen, literalmente "barco empurrado à vela"), barcos de pesca à vela que são exclusivos do Lago Kasumigaura. O parque aquático Suigo, localizado em Tsuchiura, Ibaraki, é popular durante os meses mais quentes, enquanto que o parque do moinho de vento de Kasumigaura é um local popular às margens do lago durante o ano todo, mais especialmente na primavera, quando as tulipas estão florescendo.
O lago também é um local de lazer. Entusiastas da pesca esportiva e pescadores podem ser encontrados próximos à costa e ao redor da foz dos rios que cercam o lago. Embarcações de recreio como iates, lanchas rápidas, barcos à vela e jet skis comumente desfrutam os quentes fins de semana no lago. As extensas zonas úmidas nas cercanias são ótimas para a observação de aves, já que um grande número de aves aquáticas pode ser observado, principalmente durante o período de invernada. Cormorões japoneses, cisnes-de-bewick, garcinhas-brancas, garças-reais-europeias, patos-reais, piadeiras, garças-reais verdes, pilritos-acuminados, uguisus, maçaricos-bastardos, felosas palustres japonesas, escrevedeiras-dos-caniços japonesas e galeirões-comuns são um pouco das aves que podem ser observadas ao redor do lago.
O Lago Kasumigaura gera mais de 60 toneladas de água por segundo, das quais a maioria vai para a agricultura (83%). O resto é fornecido à indústria local (13%) e ao público (4%) das prefeituras de Ibaraki, Chiba e Tóquio.

## Desafios
A eutrofização é um sério problema para o Lago Kasumigaura. Uma legislação foi decretada em 1982 para ajudar a preveni-la, incluindo um banimento do uso e venda de detergentes sintéticos contendo fosfato e o controle de conteúdo de nitrogênio e fósforo em efluentes de fábricas.
De modo a ajudar a manter o lago, obras de dragagem estão sendo realizadas em suas margens e estuários dos principais rios afluentes, como o rio Sakura (桜川, Sakuragawa).